# Cophixalus aenigma
Cophixalus aenigma é uma espécie de anfíbio anuros da família Microhylidae. Está presente na Austrália. A UICN classificou-a como vulnerável.